# Sylvie Lalande
 (décembre 2017).
Si vous disposez d'ouvrages ou d'articles de référence ou si vous connaissez des sites web de qualité traitant du thème abordé ici, merci de compléter l'article en donnant les références utiles à sa vérifiabilité et en les liant à la section « Notes et références ».
Sylvie Lalande est une administratrice de sociétés québécoise.
Elle a occupé divers postes séniors dans le domaine des médias, du marketing, des communications marketing et des communications de l’entreprise. 
Elle est cosignataire du manifeste Pour un Québec lucide.

## Distinctions
- 1999 - Prix Emergence de l'Université du Québec à Montréal